# Fififf Teeners
Fififf Teeners (ou The 5:15ers) é uma dupla de produtores, além de uma banda, formada por Chris Goss (Masters of Reality) e Josh Homme (Queens of the Stone Age). A parceria na produção de álbuns começou em 1997, com as sessões de gravação de uma demo para a banda de Homme, que naquele período se chamava Gammaray. Essas sessões foram subseqüentemente lançadas no split EP "Kyuss/Queens of the Stone Age". Ainda assim, a alcunha The 5:15ers só apareceu em 2000, com o lançamento do segundo álbum do QotSA, Rated R.
Em 2006, os dois decidem realizar uma apresentação, na qual tocaram covers de várias bandas (incluindo as bandas originais dos dois membros) e uma canção inédita, sendo acompanhados por uma bateria eletrônica. Este foi o único concerto realizado. Em 2007, eles trabalharam na produção do álbum do QotSA intitulado "Era Vulgaris".

## Trabalhos

### Como banda
- Única apresentação em The Arthurball Echo Park:

1. "Eyeless 10"
2. "Space For Rent"
3. "You Would Know"
4. "Baby Mae"
5. "100 Days"
6. "Why The Fly"
7. "Calling Dr. Carrion"
8. "Into The Hollow"

### Como produtores
- Gammaray Sessions (1997)
- Rated R (2000)
- Era Vulgaris (2007)